# Porta San Gallo
La porta San Gallo è una porta cittadina nelle mura di Firenze e si trova in piazza della Libertà, dirimpetto all'arco di Trionfo.

## Storia e descrizione
Visitando Lucca nel 1691, il principe Federico di Danimarca, non ancora monarca, si era invaghito di una bella e nobile ragazza del luogo, Maria Maddalena Trenta che, per ricambiare l'amore del futuro monarca, aveva rotto il precedente fidanzamento, col consenso della famiglia, con il conte Filippo Hercolani di Bologna. Quando il principe danese dovette lasciare l'Italia per tornare nella sua terra fu chiaro che non avrebbe mai sposato la ragazza lucchese. Federico, divenuto re Federico IV di Danimarca, non aveva però dimenticato il suo amore giovanile ed inviò a Maddalena il suo ritratto in miniatura con una ricca cornice tempestata di brillanti. Se non che, quest'ultima era frattanto entrata nel monastero di Santa Maria Maddalena de' Pazzi a Firenze, come suora di clausura. Il ritratto venne rimandato indietro, accompagnato da un crocifisso e da una lettera che indicava in Cristo lo sposo che la fanciulla "ormai si era eletto". Nonostante ciò Federico, nel marzo 1709, giunto in visita alla città come re di Danimarca, espresse il desiderio di rincontrare Maddalena con grande costernazione del mondo religioso, poiché la donna ormai era monaca di clausura e non poteva ricevere visite specialmente maschili. Tuttavia, per non dispiacere al sovrano, l'arcivescovo Tommaso della Gherardesca e la badessa del convento acconsentirono all'incontro. Il mattino prestabilito in tutti i conventi di Firenze vi furono celebrazioni religiose con comunione generale e speciali preghiere per scongiurare qualsiasi avvenimento disonorevole.
In realtà poi i cronisti raccontano che l'incontro pomeridiano fra i due si concretizzò solo attraverso una grata, con una breve conversazione sulla religione cattolica cristiana e quella protestante, con Maria Maddalena che, probabilmente istruita dai suoi superiori, propose al sovrano di convertirsi alla fede della Chiesa di Roma, per il sollievo a tutto il mondo religioso cittadino. L'ambasciatore lucchese scrisse che il sovrano sarebbe uscito dall'incontro con il fazzoletto al volto, con gli occhi umidi sul punto di piangere. Qualche giorno dopo il re, prima di partire per Livorno, ove fu ospite a Palazzo Huigens, donò al monastero di Santa Maria Maddalena de' Pazzi la somma di cinquecento ungari d'oro.
Era una delle porte della città che sopportava il traffico più intenso, perché era quella più settentrionale, collegata con la strada per Bologna. Sulla porta, le cui chiavi sono ancora conservate nella sezione di storia locale di palazzo Vecchio, un'iscrizione ricorda la fondazione della costruzione nel 1285 per impulso del Capitano di parte Guelfa Rolandino da Canossa, mentre un'altra più tarda celebra il passaggio di Re Federico IV di Danimarca, che nel 1708 fu protagonista di un imbarazzante episodio in città (vedi box). Sull'esterno è decorata da due Marzocchi, o leoni di Parte Guelfa, in pietra, mentre nella lunetta interna conserva tracce di un affresco con la Madonna e santi.
Subito al di fuori della porta sorgeva il complesso del convento di San Gallo, opera di Giuliano Giamberti, che dal lodatissimo edificio trasse il proprio soprannome "da Sangallo". Esso fu distrutto, insieme a tanti altri, per liberare il tiro dei cannoni posti sulle mura in previsione dell'Assedio di Firenze. Sempre fuori da questa porta, nel letto ciottoloso del Mugnone che serviva come fossato, è ambientata la celebre novella di Calandrino alla ricerca dell'elitròpia (Boccaccio, Decameron VIII, 3)

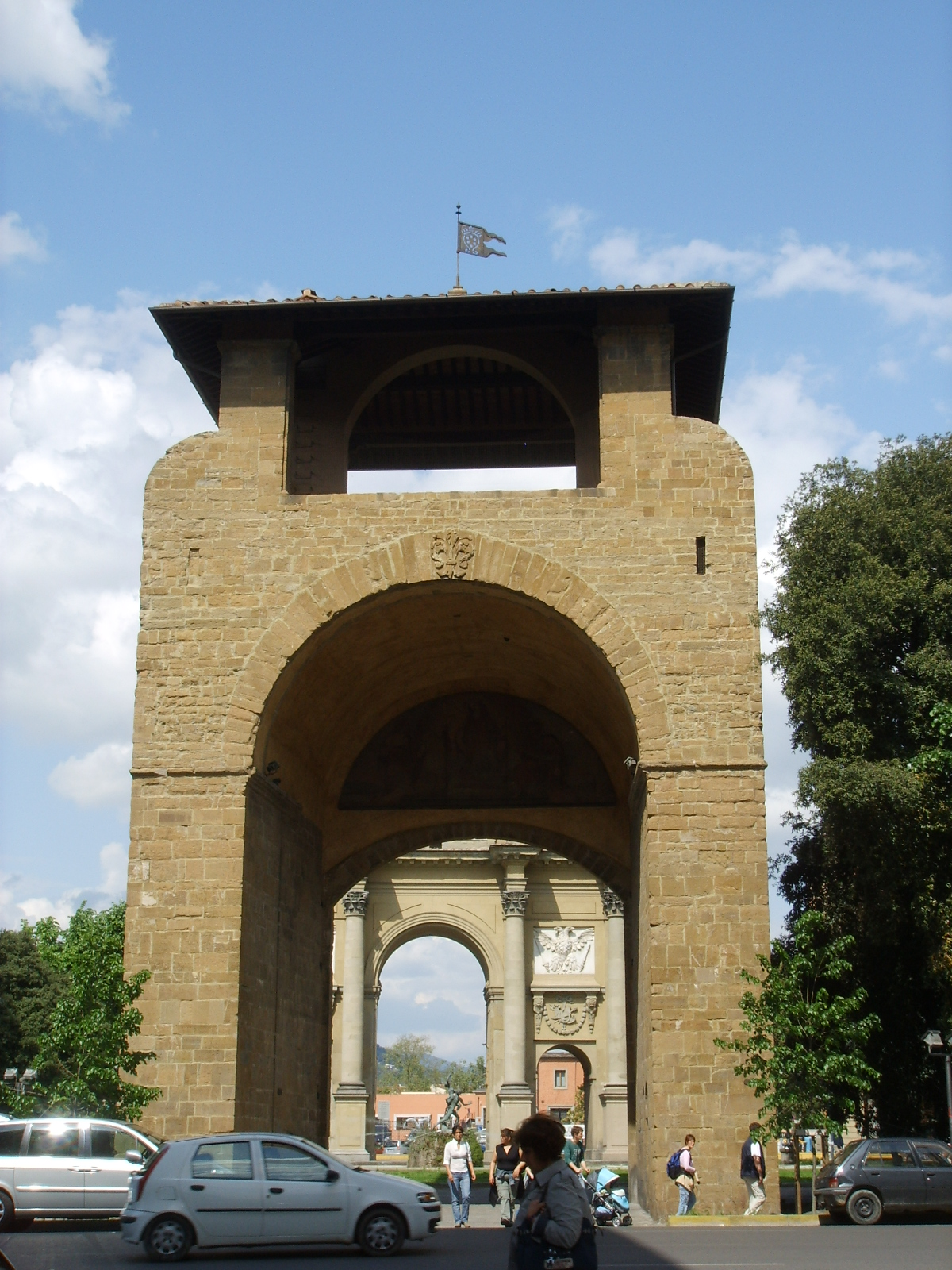
Veduta verso la città
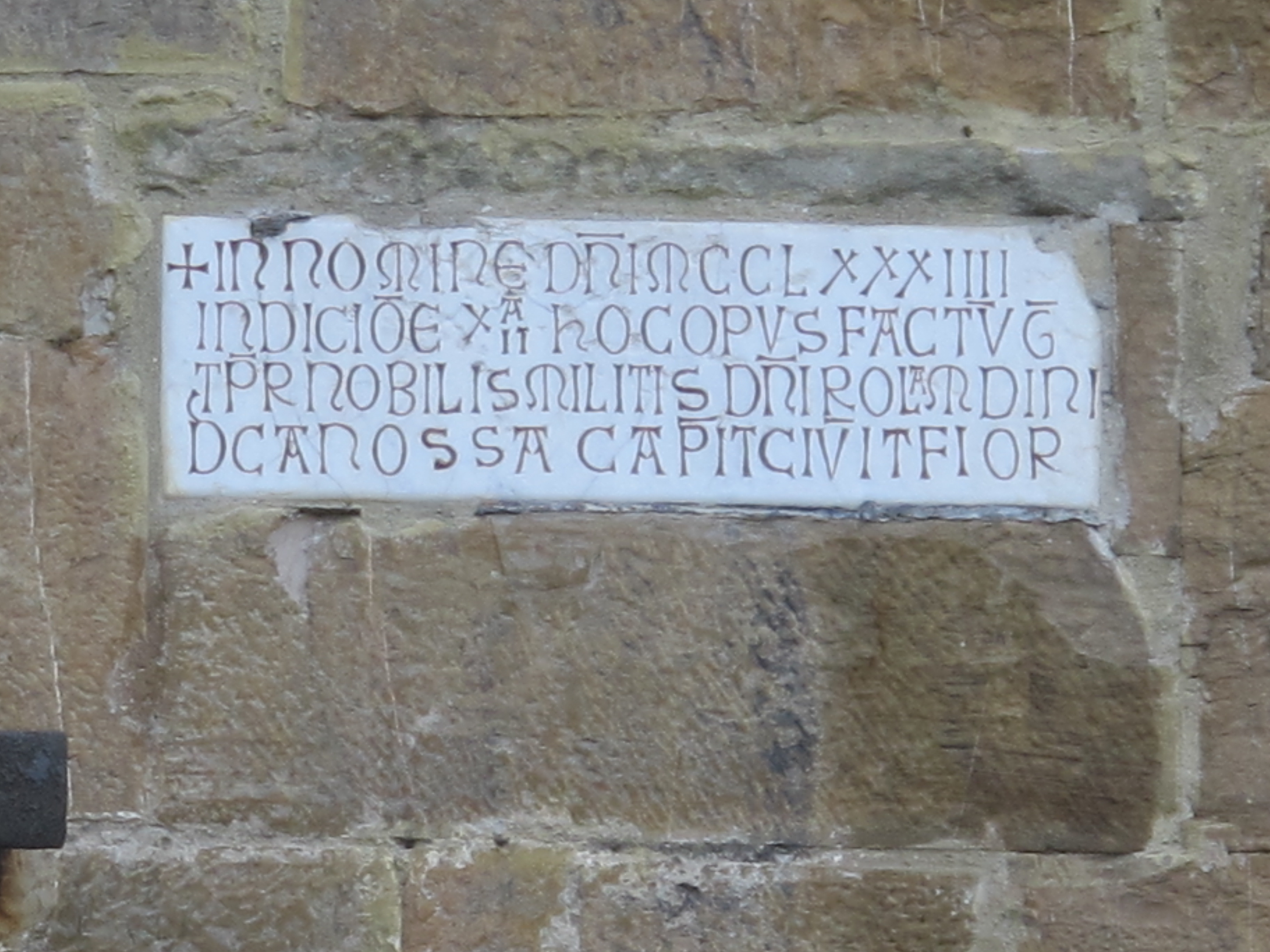
La targa che ricorda la costruzione
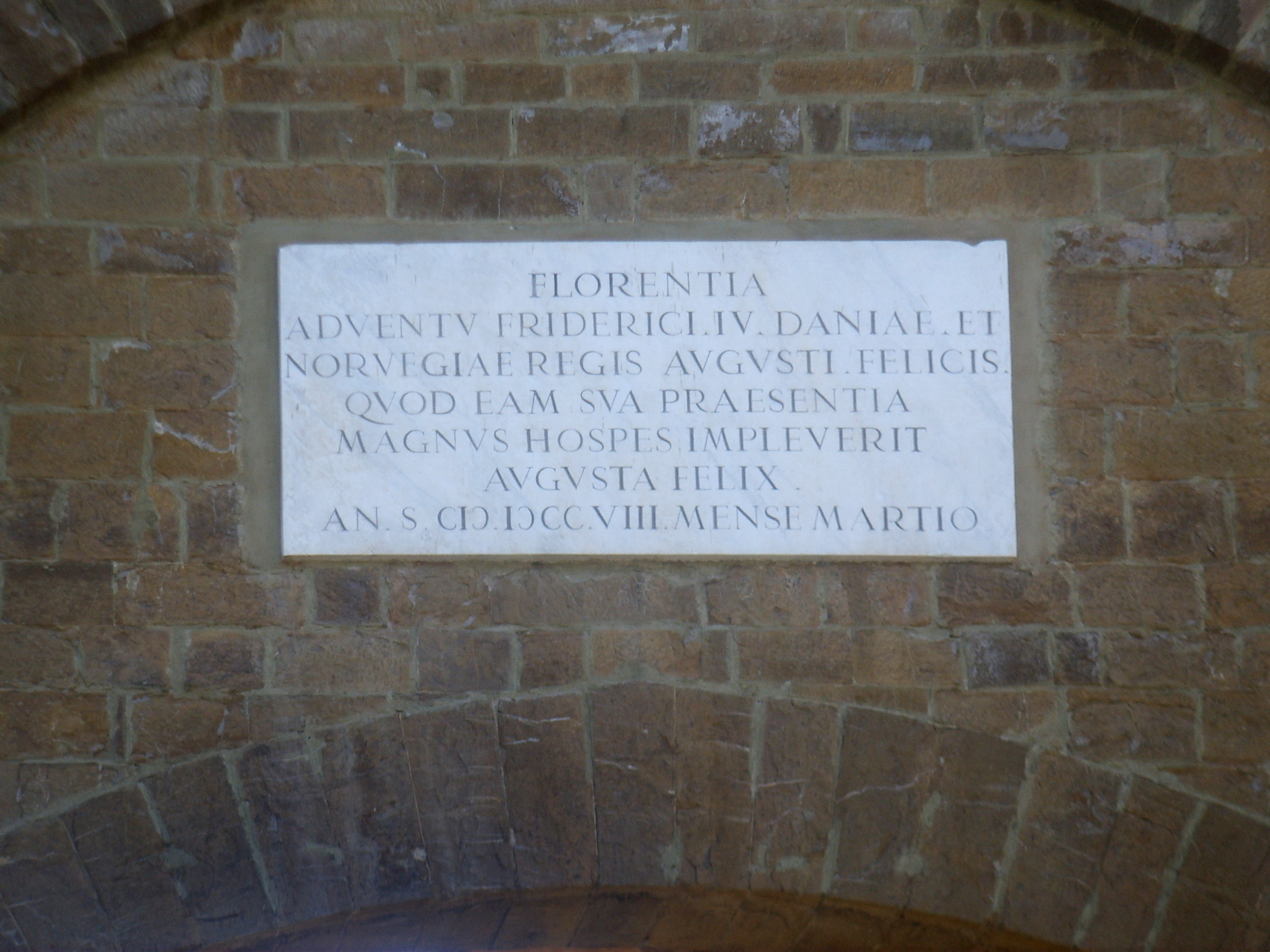
La targa che ricorda la visita del Re danese